# Kim Cramér
Lars Johan Carl (Kim) Cramér, född den 12 februari 1924 i Stocksund, Danderyds församling, Stockholms län, död den 6 april 1992 i Stockholm, var en svensk läkare.
Cramér avlade studentexamen i Djursholm 1942, medicine kandidatexamen vid Karolinska institutet i Stockholm 1945 och medicine licentiatexamen vid Uppsala universitet 1951. Han var förste kurator vid Stockholms nation i Uppsala 1948–1949. Cramér var förste assistent vid medicinsk-kemiska institutionen på Göteborgs medicinska högskola och underläkare vid Vasa sjukhus 1951–1952, underläkare vid medicinska kliniken på Sahlgrenska sjukhuset 1952–1953, läkare vid Svenska sjukhuset i Korea 1953–1954, underläkare vid medicinska avdelningen på Mölndals lasarett 1955–1957, underläkare vid medicinska kliniken på Sahlgrenska sjukhuset 1957–1960 och amanuens i klinisk kemi där 1961. Han blev marinläkare av första graden i marinläkarkårens reserv 1956. Cramér promoverades till medicine doktor 1961 och blev docent i medicin vid Göteborgs universitet 1962. Han blev biträdande överläkare vid medicinska kliniken på Sahlgrenska sjukhuset 1962 och läkare vid Yrkesinspektionen 1968. Cramér publicerade skrifter i invärtes medicin.
Kim Cramér var son till Harald Cramér. Han var 1957–1974 gift med Gun Belfrage, född Hermansson, i hennes andra äktenskap. De var föräldrar till Per Cramér. Kim Cramér vilar i sin familjegrav på Djursholms begravningsplats.